# Eta2 Hydri
Eta2 Hydri (η2 Hyi / HD 11977 / HR 570) es una estrella en la constelación de Hydrus de magnitud aparente +4,69. Sin nombre propio tradicional, comparte la denominación de Bayer Eta con Eta1 Hydri, si bien no existe relación física entre ambas estrellas. En 2005 se anunció el descubrimiento de un planeta extrasolar orbitando alrededor de Eta2 Hydri.
Situada a 217 años luz de distancia del sistema solar, Eta2 Hydri es una gigante amarillo-naranja de tipo espectral G8.5III.
De similares características a Vindemiatrix (ε Virginis) o Altais (δ Draconis), el diámetro de Eta2 Hydri es 13 veces más grande que el del Sol.
Tiene una temperatura efectiva de 4975 K y una luminosidad 74 veces mayor que la luminosidad solar.
Con una masa de 1,9 masas solares, su edad se estima en 1250 millones de años; en el pasado probablemente era una estrella de la secuencia principal de tipo A.
Su metalicidad (abundancia de elementos más pesados que el helio), es menor que la del Sol, aproximadamente un 60 % de la misma.

## Sistema planetario
El planeta, denominado HD 11977 b, tiene una masa igual o superior a 6,54 veces la masa de Júpiter. Orbita alrededor de la estrella a una distancia media de 1,93 UA con período orbital de 711 días, si bien la órbita es considerablemente excéntrica (ε = 0,40).
| Acompañante (En orden desde la estrella) | Masa (MJ) | Período orbital (días) | Semieje mayor (UA) | Excentricidad |
| ---------------------------------------- | --------- | ---------------------- | ------------------ | ------------- |
| HD 11977 b                               | > 6,54    | 711 ± 0,07             | 1,93               | 0,4 ± 0,07    |